# Dehesa de Torrecuadros y Arroyo de Pilas
Dehesa de Torrecuadros y Arroyo de Pilas este o arie protejată (arie specială de conservare — SAC, sit de importanță comunitară — SCI) din Spania întinsă pe o suprafață de 1.033,71 ha, integral pe uscat.

## Localizare
Centrul sitului Dehesa de Torrecuadros y Arroyo de Pilas este situat la coordonatele 37°20′06″N 6°21′52″W / 37.3351°N 6.3645°V.

## Înființare
Situl Dehesa de Torrecuadros y Arroyo de Pilas a fost declarat sit de importanță comunitară în decembrie 2000 pentru a proteja 13 specii de animale. Situl a fost protejat și ca arie specială de conservare în iulie 2020.

## Biodiversitate
Situată în ecoregiunea mediteraneană, aria protejată conține 6 habitate naturale: Păduri de Quercus ilex și Quercus rotundifolia, Dehesas cu Quercus spp. perene, Păduri de Quercus suber, Galerii și tufărișuri riverane sudice (Nerio-Tamaricetea și Securinegion tinctoriae), Dune cu tufărișuri sclerofile Cisto-Lavenduletalia, Galerii de Salix alba și de Populus alba.
La baza desemnării sitului se află mai multe specii protejate:
- păsări (8): pescăruș albastru (Alcedo atthis), barză albă (Ciconia ciconia), Elanus caeruleus, presură de grădină (Emberiza hortulana), acvilă pitică (Hieraaetus pennatus), gaia neagră (Milvus migrans), gaia roșie (Milvus milvus), silvie de tufiș (Sylvia undata)
- mamifere (2): vidră de râu (Lutra lutra), râs iberic (Lynx pardinus)
- nevertebrate (1): croitorul mare al stejarului (Cerambyx cerdo)
- reptile (2): țestoasa de baltă (Emys orbicularis), Mauremys leprosa

Pe lângă speciile protejate, pe teritoriul sitului au mai fost identificate 1 specie de plante, 1 specie de amfibieni, 1 specie de nevertebrate, 1 specie de reptile.